# Krzyżka
Krzyżka is een plaats in het Poolse district  Skarżyski, woiwodschap Święty Krzyż. De plaats maakt deel uit van de gemeente Suchedniów en telt 180 inwoners.